# Real Madrid u sezoni 2012./13.
Sezona 2012./13. je 109. sezona u povijesti madridskog Reala i 82. natjecateljska sezona u španjolskom prvenstvu. Sezona počinje 1. srpnja 2012., a završit će 20. lipnja 2013. Real će započeti sezonu u susretu s Barcelonom u finalu Španjolskog SuperKupa.
Real će se natjecati u tri natjecanja. Pokušat će "uloviti" rekordni 33. naslov prvaka Španjolske, rekordni 10. naslov Lige prvaka u svojoj uzastopnoj 16. sezoni (otkako se promijenio oblik natjecanja), a u Kup kralja ulazi tek u trećem kolu.

## Predsezona

### Trenutačna momčad
Napomena: Zastave označavaju reprezentaciju kako je definirano FIFA-inim pravilima prihvatljivosti. Igrači mogu imati više od jednog državljanstva izvan FIFA-e.
| Br. | Poz. | Država | Igrač             |
| --- | ---- | ------ | ----------------- |
| 1   | VRA  |        | Iker Casillas     |
| 2   | BRA  |        | Raphael Varane    |
| 3   | BRA  |        | Pepe              |
| 4   | BRA  |        | Sergio Ramos      |
| 5   | BRA  |        | Fabio Coentrao    |
| 6   | VEZ  |        | Sami Khedira      |
| 7   | NAP  |        | Cristiano Ronaldo |
| 8   | VEZ  |        | Kaká              |
| 9   | NAP  |        | Karim Benzema     |
| 10  | VEZ  |        | Mesut Özil        |
| 12  | BRA  |        | Marcelo           |

| Br. | Poz. | Država | Igrač               |
| --- | ---- | ------ | ------------------- |
| 13  | VRA  |        | Antonio Adán        |
| 14  | VEZ  |        | Xabi Alonso         |
| 15  | VEZ  |        | Michael Essien      |
| 17  | BRA  |        | Álvaro Arbeloa      |
| 18  | BRA  |        | Raúl Albiol         |
| 19  | VEZ  |        | Luka Modrić         |
| 20  | NAP  |        | Gonzalo Higuaín     |
| 21  | VEZ  |        | Jose Maria Callejon |
| 22  | VEZ  |        | Ángel di María      |
| 24  | NAP  |        | Álvaro Morata       |

### Trenersko osoblje
| Položaj           | Osoblje       |
| ----------------- | ------------- |
| Trener            | José Mourinho |
| Pomoćni trener    | Aitor Karanka |
| Trener za fitness | Rui Faria     |
| Trener za vratara | Silvino Louro |
| Tehnički suradnik | José Morais   |
| Delegat           | Chendo        |

### Uprava
| Položaj                      | Osoblje                   |
| ---------------------------- | ------------------------- |
| Predsjednik                  | Florentino Pérez          |
| Počasni predsjednik          | Alfredo Di Stéfano        |
| Prvi dopredsjednik           | Fernando Fernández Tapias |
| Drugi dopredsjednik          | Eduardo Fernandez de Blas |
| Tajnik                       | Enrique Sánchez González  |
| Ravnatelj                    | José Ángel Sánchez        |
| Direktor ureda predsjednika  | Manuel Redondo            |
| Direktor socijalnog podrućja | José Luis Sánchez         |
| Savjetnik predsjednika       | Zinedine Zidane           |

### Realovi igrači na EURU 2012.
Real je na početku natjecanja imao 11 igrača po raznim reprezentacijama. Boje sadašnjih prvaka, Španjolaca, brani čak pet igrača Reala, a to su: Iker Casillas, Sergio Ramos, Xabi Alonso, Alvaro Arbeloa i Raul Albiol. Prva četvorica su standarni u početnoj jedanaestorki. Njihovi najveći konkurenti i glavni favoriti prvenstva. Nijemci, u svojim redovima imaju dva igrača Reala, Mesuta Özil i Samija Khediru. U Portugala glavnu riječ vodi "prva Realova violina" Cristiano Ronaldo, a klupski suigrači su mu Pepe i Fabio Coentrao. Glavna napadačka uzdanica Francuza također je Realov igrač, Karim Benzema. Grupnu fazu natjecanja prošlo je svih 11 Realovih igrača. Prvi igrač Reala koji je postigao pogodak bio je Pepe koji ga je zabio Dancima, zatim na scenu stupa Cristiano koji s dva pogotka zadaje smrtnu ranu Nizozemcima i šalje ih kući. Ovdje treba spomenuti da su se Španjolci izvukli u utakmici s Hrvatskom gdje je Iker Casillas obranio čisti "zicer" Ivanu Rakitiću te tom obranom praktički uveo Španjolce u četvrtfinale.
Prvi Realov igrač koji ispada je Karim Benzema čija je Francuska izgubila 2:0 od Španjolaca, a oba pogotka u svom 100. nastupu za reprezentaciju postigao je Xabi Alonso. Ronaldo svojim pogotkom izbacuje Čehe te uvodi Portugal u polufinale. Nijemci su praktički "zgazili" Grke s 4:2, a pogodak za Nijemce postigao je Sami Khedira. U prvom polufinalnom susretu sastaju se Španjolska i Portugal. Nakon 0:0 u regularnom vremenu i u produžecima, pristupilo se izvođenju jedanaesteraca. Loptu prvi uzima Xabi Alonso, ali njegov udarac brani Rui Patricio. 
U prvoj seriji bio je neprecizan i João Moutinho čiji udarac brani Iker. U daljnjem izvođenju Sergio Ramos pogađa "panenkom" za vodstvo 3:2, a iza njega Bruno Alves pogađa gredu. Zadnjem, petom jedanaestercu pristupa Cesc Fàbregas koji pogađa i vodi Španjolce u finale. U drugom polufinalnom susretu Talijani izbacuju Nijemce rezultatom 2:1, a pogodak za Njemačku postigao je Mesut Özil. U finalu su se susreli Italija i Španjolska. Španjolci su golovima Davida Silve, Jordi Albe, Fernanda Torresa i Juana Mate slavili 4:0 i osvojili treći trofej zaredom što nikome dosada nije uspjelo. Najboljim golmanom prvenstva proglašen je Iker Casillas, koji je i podigao pehar pobjednika Europe. Najbolje ocjenjeni igrač prvenstva kroz sve utakmice je Sergio Ramos,
dok je iza njega Cristiano Ronaldo, Pique, Xabi Alonso i Andrés Iniesta. Najviše udaraca na gol ima Cristiano Ronaldo, čak 35. Casillas je postao prvi igrač koji je sa svojom reprezentacijom pobijedio u 100 službenih utakmica.
Realovi igrači su sedam puta bili birani za igrača utakmice, imaju osam pogodaka i sedam asistencija čime je Real statistički najbolji klub na EURU 2012.
U UEFA-inoj najboljoj momčadi EURA koja ima 23 igrača čak je osam Realovih, što je najviše od svih klubova. To su:Iker Casillas, Pepe, Sergio Ramos, Fabio Coentrao, Xabi Alonso, Sami Khedira, Mesut Özil i Cristiano Ronaldo.

### Transferi

#### Dolasci
| Broj | Pozicija | Nacionalnost | Ime             | Godine | Prešao iz | Cijena                      | Pr. rok | Izvor                                                                            |
| ---- | -------- | ------------ | --------------- | ------ | --------- | --------------------------- | ------- | -------------------------------------------------------------------------------- |
| -    | Vezni    |              | Fernando Gago   | 26     | Roma      | Posudba završena, besplatno | Ljeto   | Izvor                                                                            |
| -    | Vezni    |              | Royston Drenthe | 25     | Everton   | Posudba završena, besplatno | Ljeto   | Izvor                                                                            |
| -    | Branič   |              | David Mateos    | 25     | Zaragoza  | Posudba završena, besplatno | Ljeto   | Izvor Arhivirana inačica izvorne stranice od 17. svibnja 2016. (Wayback Machine) |

Trošak:  0 €

#### Odlasci
| Broj | Pozicija | Nacionalnost | Ime             | Godine | Prešao u              | Cijena       | Pr. rok | Izvor |
| ---- | -------- | ------------ | --------------- | ------ | --------------------- | ------------ | ------- | ----- |
| 16   | Vezni    |              | Hamit Altintop  | 29     | Galatasaray           | 3.5 mil. €   | Ljeto   | Izvor |
| -    | Vezni    |              | Fernando Gago   | 26     | Valencija             | 3.5 mil. €   | Ljeto   | Izvor |
| -    | Vezni    |              | Royston Drenthe | 25     | Slobodan igrač        | Kraj ugovora | Ljeto   |       |
| -    | Branič   |              | David Mateos    | 25     | Degradiran u Castillu | Besplatno    | Ljeto   |       |
| -    | Vezni    |              | Sergio Canales  | 21     | Valencija             | 7.5 mil €    | Ljeto   |       |

Dobit:  14,5 mil. €

### Prijateljske predsezonske utakmice
| 24. srpnja 2012. | Real Oviedo    | 1:5      | Real Madrid                                                                      | Estadio Carlos Tartiere, Oviedo                        |  |
| 19:45            | Matar Diop 52' | izvješće | Lucas Vázquez 9' Denis Tcherychev 38' Esteban Granero 40' Ángel di María 55' 74' | Gledatelja: 12.000 Sudac: José Ramón Alonso de la Lama |  |

| 27. srpnja 2012. | Benfica                                        | 5:2      | Real Madrid                 | Estádio da Luz, Lisabon                |  |
| 19:00            | García 4' Witsel 22' Pérez 53' 85' Martins 58' | izvješće | José María Callejón 18' 20' | Gledatelja: 35.476 Sudac: Bruno Paixão |  |

| 2. kolovoza 2012. | Los Angeles Galaxy | 1:5      | Real Madrid                                                                                        | HDC, Carson, Kalifornija                  |  |
| 19:30             | David Lopes 23'    | izvješće | Gonzalo Higuaín 2' Ángel di María 11' José Maria Callejón 36' Álvaro Morata 49' Jesé Rodríguez 84' | Gledatelja: 30.317 Sudac: Ricardo Salazar |  |

| 5. kolovoza 2012. | Santos Laguna | 1:2      | Real Madrid                      | Whitney, Nevada                            |  |
| 20:00             | Suarez 26'    | izvješće | Xabi Alonso 14' Sami Khedira 72' | Gledatelja: 29.152 Sudac: Baldomero Toledo |  |

| 8. kolovoza 2012. | Milan | vs | Real Madrid | Stadion Yankeea, Bronx |  |
|                   |       |    |             |                        |  |

| 11. kolovoza 2012. | Celtic | vs | Real Madrid | LFF, Philadelphia |  |
|                    |        |    |             |                   |  |

| 25./26. kolovoza 2012. | Real Madrid | vs | Millionarios | Santiago Bernabéu, Madrid |  |
|                        |             |    |              |                           |  |

## Službena sezona

### Finale SuperKupa
| 23. kolovoza 2012. | Barcelona | vs | Real Madrid | Nou Camp, Barcelona |  |
| 22:30              |           |    |             |                     |  |

| 29. kolovoza 2012. | Real Madrid | vs | Barcelona | Santiago Bernabéu, Madrid |  |
| 22:30              |             |    |           |                           |  |